# Participativní rozpočtování
Participativní rozpočtování je proces demokratické diskuse a rozhodování a typ participativní demokracie, ve kterém se jednotlivci rozhodují, jak přidělit část obecního nebo veřejného rozpočtu. Participativní rozpočtování umožňuje občanům diskutovat o jednotlivých složkách veřejných výdajů a některé z nich upřednostňovat, a dává jim možnost rozhodovat o tom, jak jsou peníze vynakládány. Když je participativní rozpočtování bráno vážně a je založeno na vzájemné důvěře, mohou z něho mít prospěch jak místní samospráva, tak občané. V některých případech participativní rozpočtování dokonce zvýšilo ochotu lidí platit daně.
Participativní rozpočtování obecně zahrnuje několik základních kroků :
1. Členové společenství stanoví priority u výdajů a zvolí delegáty zabývající se rozpočtem,
2. delegáti s pomocí odborníků vypracují konkrétní návrhy výdajů,
3. členové komunity hlasují pro návrhy výdajů, a
4. město nebo orgán realizuje nejlepší návrhy.

Komplexní případová studie z osmi obcí v Brazílii analyzující úspěchy a neúspěchy participativního rozpočtování se přiklání k tomu, že často vede ke spravedlivějším veřejným výdajům, větší transparentnosti veřejných financí a větší odpovědnosti, zvýšení účasti veřejnosti (zejména marginalizovaných nebo chudších obyvatel), a učení v oblasti demokratické a občanské.

## Porto Alegre
První plně participativní rozpočtování se vyvinulo ve městě Porto Alegre v Brazílii roku 1989. Bylo součástí řady inovativních reformních programů nastartovaných roku 1989 jako prostředek k vyrovnání životních standardů obyvatel. Jedna třetina obyvatel města žila izolována ve slumech na okraji města bez přístupu k základní infrastruktuře a obslužnosti (vodovod, kanalizace, zdravotní zařízení a školy).
Participativní rozpočtování v Porto Alegre každý rok začíná sérií lokálních shromáždění, kde obyvatelé a volení zástupci sestavují žebříček rozpočtových priorit a hlasují o jejich implementaci. Porto Alegre utratí kolem 200 milionů dolarů ročně na výstavbu a služby. Tyto finance jsou spravovány participativním rozpočtováním, na rozdíl od fixních ročních položek, jako jsou splátky dluhů a důchody. Kolem padesáti tisíc obyvatel Porto Alegre se účastní rozpočtového procesu (z 1,5 milionu obyvatel), počet účastníků od roku 1989 stále roste. Účastníci jsou z odlišných ekonomických vrstev a politických pozadí.
Participativní rozpočtovací cyklus začíná v lednu a shromáždění po celém městě ulehčují maximální účast a interakci. Každý únor se objevují instrukce od městských specialistů týkající se technických a systémových aspektů městského rozpočtu. V březnu jsou svolána plenární shromáždění v každém z 16 okrsků města, stejně jako shromáždění, která se zabývají takovými oblastmi jako je doprava, zdravotnictví, školství, sport a hospodářský rozvoj. Tato velká setkání, která dosahují účasti přes 1000 lidí, zvolí delegáty zastupující konkrétní čtvrti. Starosta a zaměstnanci reagují na podněty občanů. V následujících měsících se delegáti v každém okrese schází jednou týdně nebo jednou za čtrnáct dní, aby přezkoumali technická kritéria projektu a potřeby okrsku. Lidé zastupující město se mohou účastnit v závislosti na oblasti jejich odbornosti. Na druhém místním plenárním zasedání regionální delegáti stanoví prioritu požadavků čtvrti a volí 42 členů Obecní rozpočtové rady, kteří zastupují všechny okresy a tematické oblasti. Hlavní funkcí Rady je sladění požadavků jednotlivých okresů s dostupnými zdroji a navrhování a schvalování celkového městského rozpočtu. Výsledný rozpočet je závazný, i když městská rada může navrhnout změny, ale nesmí je vyžadovat. Pouze starosta může vetovat rozpočet, nebo ho může vrátit zpět Radě (to se nikdy nestalo).

### Výsledky
Dokument Světové banky naznačuje, že participativní rozpočtování vedlo k přímým zlepšením vybavení v Porto Alegre. Například počet kanalizačních a vodovodních přípojek se zvýšil z 75 % domácností v roce 1988 na 98 % v roce 1997. Počet škol se od roku 1986 zvýšil čtyřikrát.
Vysoký počet účastníků po více než deseti letech podle dokumentu naznačuje, že participativní rozpočtování podporuje zvýšení zapojení občanů. Také rozpočet pro zdravotnictví a vzdělávání se zvýšil z 13 % (1985) na téměř 40 % (1996), podíl participativního rozpočtu v celkovém rozpočtu se zvýšil z 17 % (1992) na 21 % (1999).
Dokument usuzuje, že participativní rozpočtování může vést ke zlepšení podmínek pro chudé. Ačkoli nemůže překonat širší problémy jako je nezaměstnanost, vede k „výraznému zlepšení dostupnosti a kvality různých sociálních zařízení“.
Na základě výsledků z Porto Alegre více než 140 (asi 2,5 %) z 5571 obcí v Brazílii zavedlo participativní rozpočtování.

## Participativní rozpočet v Česku
Mezi prvními v Česku bylo participativního rozpočtování použito v obcích Nelahozeves, Příbor, Pržno a Třanovice v letech 2012-2014. Od roku 2015 participativní rozpočtování realizují další české obce. Participativní rozpočtování v Česku podporuje několik organizací, jako je například Agora Central Europe, Alternativa zdola nebo Participace 21, kterou zastřešuje společnost Decision 21 a zveřejňuje také mapu realizovaných projektů.

## Participativní rozpočet v Evropě
Participativní rozpočet je značně rozvinutý v Polsku (používá jej např. Varšava, Lodž, Dąbrowa Górnicza, Wałbrzych a dalších asi 100 měst), zkušenosti s ním má také Slovensko (Bratislava).

## Realizace jinde na světě
Od svého vzniku v Porto Alegre se participativní rozpočtování rozšířilo do stovky latinskoamerických měst a desítek měst v Evropě, Asii, Africe a Severní Americe. Odhaduje se, že více než 1500 obcí zahájilo participativní rozpočtování. V některých městech bylo participativní rozpočtování použito pro školy, univerzity a rozpočty pro sociální bydlení. Tyto mezinárodní přístupy se značně liší a jsou přizpůsobovány místnímu kontextu stejně jako v Porto Alegre.
Dominikánská republika zavedla participativní rozpočtování ve všech místních vládách a řada měst a obcí ve Francii, Itálii, Německu a Španělsku také zahájila proces participativního rozpočtování. V Kanadě bylo participativní rozpočtování zavedeno v oblastech veřejného bydlení, u skupin v různých čtvrtích a na veřejných školách ve městech Toronto, Guelph, Hamilton a West Vancouver. V Indii slouží jako typický příklad tohoto procesu vesnice s názvem Hiware Bazar. Obec kdysi trpící nedostatkem vody a vzdělávání a neuspokojením základních potřeb pro život je nyní soběstačná a s vysokými příjmy na obyvatele. Arvind Kejriwal, zakladatel strany Aam Aadmi, se snaží zavést koncept participativního rozpočtování v celé zemi. Podobné rozpočtové procesy byly použity v komunitách v Africe. Ve Francii region Poitou-Charentes zahájil participativní rozpočtování na svých středních školách. První proces participativního rozpočtování ve Spojených státech amerických byl zaznamenán v Chicagu v Illinois. Od roku 2011 začal tento proces používat New York a od roku 2012 Vallejo v Kalifornii.

## Kritika
Dokument Světové banky na příkladu Brazílie a Porto Alegre ukazuje, že nedostatkem může být malé zastoupení extrémně chudých lidí v participativním rozpočtování. Účast velmi chudých a mladých lidí je brána jako výzva. Participativní rozpočtování také může mít potíže s překonáváním existujícího klientelismu. Dále bylo vypozorováno, že jednotlivé skupiny se méně účastní, jakmile byly splněny jejich požadavky, a že účastníky může také odradit pomalý pokrok v oblasti veřejných prací.

### České zdroje
1. Projekt podpory radnic při zavádění participativního rozpočtu, Agora CE, http://participativni-rozpocet.cz
2. Informační portál, Alternativa zdola, https://web.archive.org/web/20181228110116/http://www.participativnirozpocet.cz/
3. Participativní rozpočet na Praze 10, Moje stopa, www.moje-stopa.cz